# Groot Licht
Groot Licht was een speels-educatief, populairwetenschappelijk televisieprogramma dat van 1998 tot 2002 het eerst op tv te zien was, in coproductie van het Vlaamse VRT-jeugdkanaal Ketnet en de Nederlandse omroep KRO. Het werd gepresenteerd door de Vlaming Johan Terryn en de Nederlandse Yvon Jaspers en liep voor 65 afleveringen.
De titel verwijst naar de formule van het programma: Johan en Yvon 'belichten' in elke aflevering een nieuw onderwerp.

## Formule
Samen overliepen ze wetenschappelijke elementen en ondernamen diverse proefjes. Hun experimenten werden geregeld afgewisseld door rubrieken als Op straat, waarbij zowel Johan als Yvon jongeren op straat een vraag stellen over het onderwerp van de wetenschappelijke uitzending.
Verder was er de humoristische rubriek Goed-Fout, waarbij twee acteurs klunzig allerlei tests overdreven goed of slecht nadeden, begeleid door een ironische vertelstem en muziek.

## Waardering
Groot Licht won prijzen in binnen- en buitenland, zowel van kinderjury's als van professionele vakjury's: De Kleine en de Grote Kinderkast, De Gouden Zapper, de Prijs van de Vlaamse Gemeenschap voor het beste Jeugdprogramma, de Noord-Zuid-trofee voor beste coproductie en de Prix Jeunesse 2000.
Groot Licht werd op Ketnet herhaald tot en met 2005 en op de jeugdprogrammablokken Zappelin en Zapp tot en met 2007, vooral tijdens de vakantieperioden.
Het format werd ook gemaakt voor de Duitse zender ZDF, onder de titel Genau: Johan und Lottie wollen was wissen. Johan Terryn bleef aan als presentator, maar Lottie Hellingman nam de plek van Yvon Jaspers in.

## Afleveringen

### Seizoen 1 (1998-1999)
Deze reeks werd uitgezonden op Alles Kits bij de KRO vanaf maart 1998 en op Ketnet vanaf december 1998.
1. Alles onder controle
2. Angst
3. Beweging
4. Dood
5. Echt / Onecht
6. Eten
7. Geluid
8. Groot / Klein
9. Kleur
10. Nodig moeten
11. Opwinding
12. Taal
13. Vallen

### Seizoen 2 (1999-2000)
Deze reeks werd uitgezonden op Ketnet vanaf 15 december 1999. Vanaf dit seizoen duren de afleveringen 13 minuten in plaats van 25.
1. Baas boven baas
2. Groeien
3. Haar
4. Handstand
5. Hergebruik
6. Hersenen
7. Hetzelfde
8. Huisdier
9. Hulpstukken
10. Hygiëne
11. Koken
12. Lachen
13. Lekken
14. Lekker stuk
15. Liegen
16. Ongedierte
17. Pijn
18. Ritme
19. Slapen
20. Sterren
21. Veerkracht
22. Verpakking
23. Vet
24. Voeten
25. Vuur
26. Wondjes

### Seizoen 3 (2001-2002)
De derde reeks had eveneens 26 afleveringen en werd vanaf oktober 2001 uitgezonden op Ketnet en vanaf 5 november 2001 op Zappelin.
1. Afstand
2. Blik
3. Grensgevallen
4. Mengen
5. Nattigheid
6. Smaak
7. Tijd
8. Uitsterven
9. Vangst
10. Vlees
11. Wonen
12. Zweverig